# Wilhelm Quistorp

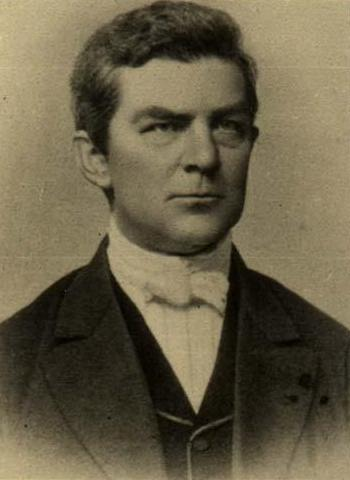
Wilhelm Quistorp

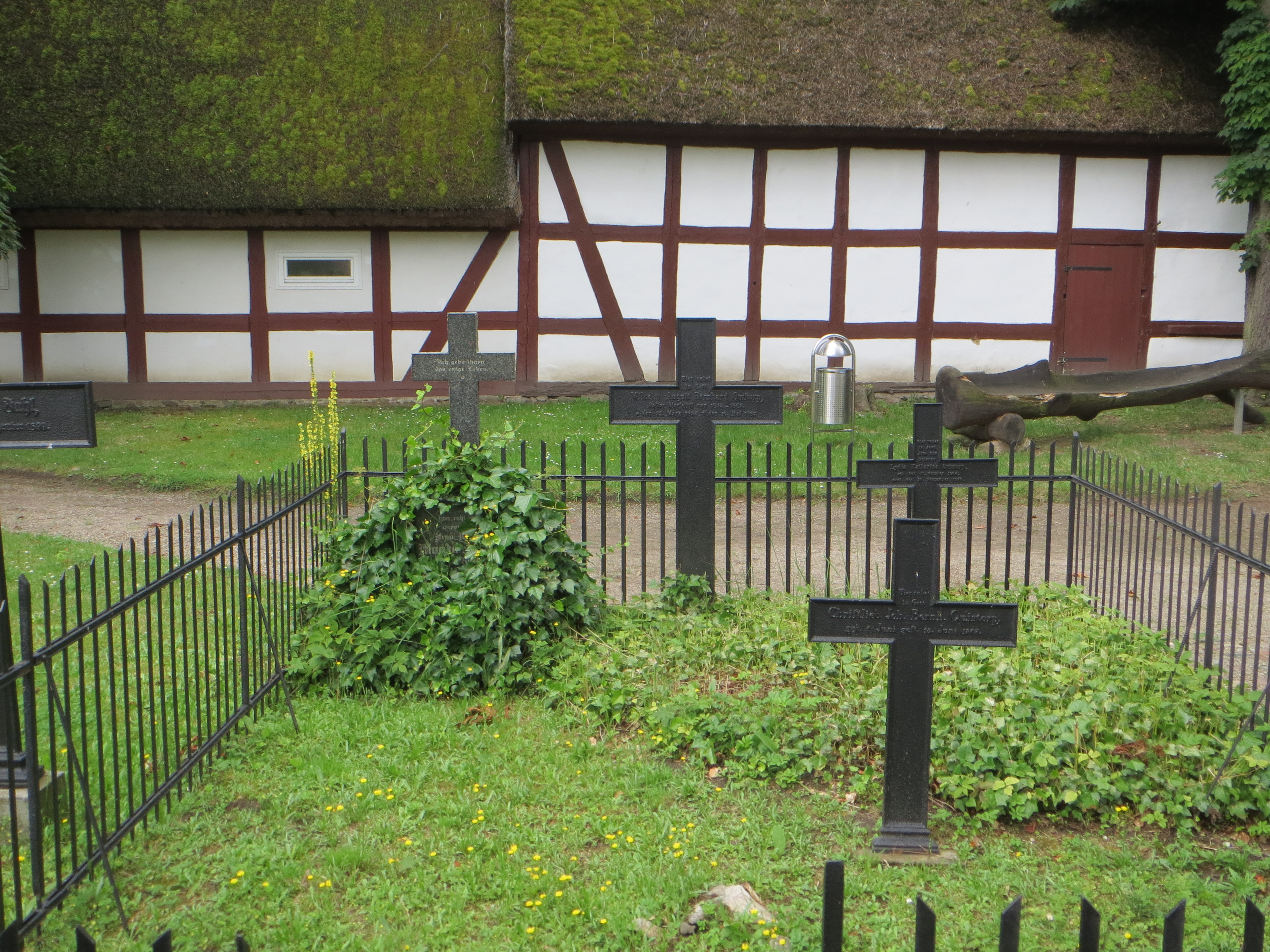
Grab von Wilhelm Quistorp in Ducherow

Wilhelm Quistorp (* 23. März 1824 in Greifswald; † 10. Mai 1887 ebenda) war ein evangelisch-lutherischer Geistlicher und Vorkämpfer der Diakonie.
Wilhelm August Bernhard Quistorp war das zweite Kind des Feldmessers und preußischen Kommissionsrates Heinrich Quistorp (1783–1853) und dessen Ehefrau Johanne Sophie Margarethe, geborene Hecht (1798–1877). Die Unternehmer Johannes Quistorp und Heinrich Quistorp waren seine Brüder.
Quistorp studierte in Greifswald und Halle Theologie und erweiterte seine Ausbildung mit einem diakonischen Praktikum im „Rauhen Haus“ bei Hamburg. Im Jahr 1845 trat er dem Hallenser Wingolf bei. Schon in jungen Jahren wurde er Vorsteher des „Rettungshauses“ in Züllchow bei Stettin.
In den Jahren 1858 bis 1882 war Quistorp Pastor in Ducherow. Er begründete und redigierte das Wochenblatt Deutsche Wacht. Später schrieb er für Das liebe Pommernland (1864–1868) und den Deutschen Sonntagsfreund. Er wurde Vorsitzender im Pommerschen Lehrerverband und gründete die Missions- und Waisenstiftungen zu Ducherow, aus denen später das Bugenhagenstift hervorging, das heutige Diakoniewerk Bethanien Ducherow.
Wilhelm Quistorp war verheiratet mit der Tochter eines Greifswalder Juristen, Hippolyte (= „Polly“) Caroline Dondorff (1828–1915). Die Ehe wurde wegen eines außerehelichen Verhältnisses Wilhelms im Jahr 1882 geschieden. Das Paar hatte zwölf Kinder, von denen jedoch fünf früh verstarben; die anderen sieben wurden ebenfalls sozial aktiv. Die Söhne Wilhelm (1856–1923) und Heinrich (1871–1958) wurden Pastoren.
Sein Grab befindet sich neben der Kirche Ducherow.

## Schriften (Auswahl)
- Ein Besuch im Zellengefängniß zu Moabit nebst einem Blick auf die gegenwärtige Lage der Gefangenenfrage in Pommern, Stettin 1857.
- als Hrsg.: Der Herr der Herrlichkeit in Knechtsgestalt und Kreuzesschmuck. Ein Sträußlein von diesjährigen Passionspredigten der Basler Mission, Berlin 1865.
- Zur Frage von der Harmlosigkeit des Protestantenvereins, Ducherow 1868.
- Israels Abfall, eine Bußpredigt für unser Volk, Ducherow 1872.